# Liga Nacional de Nueva Zelanda 1975
La Liga Nacional de Nueva Zelanda 1975 fue la sexta edición de la antigua primera división del país. El Christchurch United se coronó campeón por segunda vez, mientras que el Caversham AFC logró el ascenso, aumentando la cantidad de equipos provenientes de la Southern League a tres. Además, el club de Dunedin finalizó cuarto.

## Ascensos y descensos
| Pos | de la Liga Nacional       |
| --- | ------------------------- |
| 10º | Wellington Diamond United |

| Pos | de la Promoción |
| --- | --------------- |
| 1º  | Caversham AFC   |

## Equipos participantes
| Equipo                      | Ciudad       | Liga            |
| --------------------------- | ------------ | --------------- |
| University-Mount Wellington | Auckland     | Northern League |
| Eastern Suburbs             | Auckland     | Northern League |
| Blockhouse Bay              | Auckland     | Northern League |
| North Shore United          | North Shore  | Northern League |
| Stop Out                    | Lower Hutt   | Central League  |
| Gisborne City               | Gisborne     | Central League  |
| Wellington City             | Wellington   | Central League  |
| Christchurch United         | Christchurch | Southern League |
| New Brighton AFC            | Christchurch | Southern League |
| Caversham AFC               | Dunedin      | Southern League |

## Clasificación
| Pos | Equipo                      | PJ | G  | E  | P  | GF | GC | Dif | Pts |
| --- | --------------------------- | -- | -- | -- | -- | -- | -- | --- | --- |
| 1   | Christchurch United         | 18 | 11 | 4  | 3  | 35 | 16 | 19  | 26  |
| 2   | North Shore United          | 18 | 8  | 7  | 3  | 33 | 18 | 13  | 23  |
| 3   | Blockhouse Bay              | 18 | 9  | 5  | 4  | 29 | 21 | 8   | 23  |
| 4   | Caversham AFC               | 18 | 4  | 10 | 4  | 21 | 19 | 2   | 18  |
| 5   | University-Mount Wellington | 18 | 7  | 4  | 7  | 19 | 19 | 0   | 18  |
| 6   | Stop Out                    | 18 | 7  | 4  | 7  | 22 | 24 | -2  | 18  |
| 7   | Eastern Suburbs             | 18 | 7  | 3  | 8  | 24 | 33 | -9  | 17  |
| 8   | Gisborne City               | 18 | 5  | 4  | 9  | 13 | 25 | -12 | 14  |
| 9   | New Brighton AFC            | 18 | 4  | 4  | 10 | 18 | 29 | -11 | 12  |
| 10  | Wellington City             | 18 | 3  | 5  | 10 | 18 | 29 | -11 | 11  |

J: partidos jugados; G: partidos ganados; E: partidos empatados; P: partidos perdidos; GF: goles a favor;
 GC: goles en contra; DG: diferencia de goles; Pts: puntos
|  | Desafiliación para la próxima temporada |

| Bandera de Nueva Zelanda              |
| Campeón Christchurch United 2º título |